# Dramat muzyczny
Dramat muzyczny – utwór muzyczno-sceniczny (rodzaj opery) opierający się na całkowitym podporządkowaniu muzyki, słowa i oprawy scenicznej przebiegowi akcji sztuki. Nie istniał podział na arie, duety, recytatywy itd., lecz na sceny i akty, według schematu układu dramaturgicznego. Dramat muzyczny Wagnera wyróżniał się także tzw. motywami przewodnimi, a konkretnie tematami muzycznymi, będącymi rodzajem symbolu i odwzorowania uczuć bohaterów czy zjawisk przyrodniczych.
Koncepcja dramatu muzycznego została wprowadzona w połowie XIX wieku przez niemieckiego kompozytora Richarda Wagnera. 

## Przykłady dramatów muzycznych Wagnera
- Tristan i Izolda
- Pierścień Nibelunga
- Parsifal